# Nana-Outa
Nana-Outa ist eine Ortschaft in der Präfektur Nana-Grébizi im Zentrum der Zentralafrikanischen Republik. Sie ist die Hauptstadt der gleichnamigen Unterpräfektur, zu der neben Nana-Outa und vielen kleineren Dörfern noch die Ortschaft Ouandago gehört.

## Lage und Verkehr
Nana-Outa liegt auf einer Höhe von etwa 430 m an der Route Régionale 10, der Verbindungsachse zwischen Kaga-Bandoro im Südosten und Kabo im Nordwesten. Bis zur tschadischen Grenze im Norden sind es etwas mehr als 100 Kilometer Luftlinie, die Entfernung nach Kaga-Bandoro beträgt knapp 40 Kilometer, nach Kabo etwa 65 Kilometer. Die Straßen der Region sind in sehr schlechtem Zustand, sodass für die 50 Kilometer zwischen Kaga-Bandoro und Nana-Outa in der Trockenzeit zwischen 4 und 5 Stunden benötigt werden, in der Regenzeit sogar zwei bis drei Tage.
Das Gebiet wird über den Fluss Gribingui, der zum Einzugsgebiet des Tschadsees gehört, entwässert. Er fließt östlich an Nana-Outa vorbei in Richtung Norden.

## Bevölkerung
Die Bevölkerung der Region ist teilweise christlich, teilweise muslimisch. Daten über die genaue Bevölkerungszahl der Ortschaft Nana-Outa sind nicht bekannt. Aufgrund der Neuordnung der Präfekturen und Unterpräfekturen im Jahr 2020 sind auch für die damals neu entstandene Unterpräfektur Nana-Outa keine Daten durch das Statistikamt der Zentralafrikanischen Republik veröffentlicht worden.

## Wirtschaft
Es gibt sesshafte Bewohner, die von Landwirtschaft leben, sowie nomadische Viehhirten.

## Bildung und Gesundheit
Die Analphabetenrate in Nana-Outa ist sehr hoch. Es gibt kein Schulgebäude, sodass die Schüler unter freiem Himmel bzw. unter aufgespannten Planen lernen müssen. Es gibt in Nana-Outa eine Gesundheitsstation.

## Bürgerkrieg
Im Jahr 2013 gab es einen starken Zustrom von Flüchtlingen durch Aktivität von Rebellengruppen und Gegenaktionen durch die Regierungstruppen. Die Flüchtlinge erhielten humanitäre Hilfe, sie bauten sich mit einfachsten Mitteln provisorische Hütten. Die Verteilung von Hilfsgütern, auch wenn sie für die vollkommen mittellosen Flüchtlinge nicht zum Überleben ausreichten, führte teilweise zu Konflikten mit der einheimischen Bevölkerung, die auch unter Armut leidet.
Auch in Nana-Outa kam es während des Bürgerkrieg in der Zentralafrikanischen Republik seit 2012 zu Konflikten. Unter anderem wurden Flüchtlinge von lokalen Selbstverteidigungskräften belästigt. Die Präsenz von Kräften der UN-Mission MINUSCA half gegen die Unsicherheit. Mit Stand 2025 ist die Sicherheitslage wieder voll hergestellt.